# Указ про зачіски та мечі
Указ про зачіски та мечі (яп. 散髪脱刀令, さんぱつだっとうれい, санпацу датто-рей) — закон Японії, який скасував станові відмінності, дозволивши мешканцям країни вільно обирати зачіски та не носити мечі. Один із заходів уряду часів реставрації Мейджі на шляху модернізації Японії та створення національного громадянського суспільства. Проголошений 23 вересня 1871 року.

## Короткі відомості
В традиційному японському суспільстві періоду Едо зачіска була посвідченням японця, за яким визначали його соціальне походження. Самураї, аристократи, купці, селяни, синтоїстські священики, ремісники, актори й ета високо виголювали лоб і зав'язували довге волосся на маківці у хвіст, який загинали відповідно до правил своєї суспільної групи. Самураї мали також особливий привілей носити мечі — символ влади над іншими станами.
Новий уряд часів реставрації Мейджі прагнув ліквідувати старі станові кордони задля перетворення населення Японії у єдину політичну націю. З цією метою він проголосив 23 вересня 1871 року указ про зачіски та мечі, який проголошував свободу вибору зачіски та скасовував обов'язок для самураїв носити зброю. 1873 року Імператор Мейджі особисто зрізав свій хвіст, подавши приклад свої підданим. Більшість вчинила так само і стала підстригати волосся по-західному.
Простий люд сприйняв закон схвально і навіть складав популярні пісні, в яких вихваляв нову владу. З іншого боку представники нетитулованої шляхти, колишні самураї, поставилися вороже до нововведення. Деякі з них демонстративно продовжували носити мечі та старомодні зачіски для підкреслення своєї окремішності. Інколи шляхетські виступи мали драматичний характер. Наприклад, 1876 року в префектурі Кумамото, директор початкової школи, що походив із самурайської родини, звільнився з посади і закрив навчальний заклад, протестуючи проти касації стародавніх привілеїв. Через небажання більшості самураїв розставатися із минулим уряд остаточно заборонив носіння мечів указом від 28 березня 1876 року.
Мода на чоловічі європейські зачіски вплинула і на японських жінок. Як неодружені, так і одружені жінки стали підстригатися по-чоловічому, через що уряд постановив заборону жінкам стригти волосся 1872 року.